# Daniel Willett
Pour les articles homonymes, voir Willett.
Daniel John Willett dit Danny Willett (né le 3 octobre 1987) est un golfeur professionnel anglais. Sa plus belle performance est une victoire au Tournoi des Maîtres en 2016 sur le parcours d'Augusta (États-Unis), devenant le deuxième Anglais à s'imposer dans cet évènement après Nick Faldo. Il a également remporté d'autres tournois d'envergure tels que l'Omega Dubai Desert Classic (2016), le Nedbank Golf Challenge (2014), l'Omega European Masters (2015) ou encore l'Open international BMW (2012)

## Biographie
Daniel Willett est né à Sheffield, Yorkshire du Sud en Angleterre. En tant qu'amateur, il remporte le championnat anglais amateur en 2007 et prend part à la Walker Cup au Royal County Down. En mars 2008, il devient numéro un mondial amateur. Dans le même temps, il joue aussi deux années pour l'Université d'État de Jacksonville, y remportant quelques honneurs.
En mai 2008, Willett passe professionnel et dispute le circuit européen. En 2010, il rejoint le top 100 mondial. En 2012, il remporte son premier tournoi sur le circuit européen l'Open international BMW.
Il remporte en 2016 lors sa deuxième participation le Tournoi des Maîtres sur la parcours d'Augusta (États-Unis) devant Jordan Spieth et Lee Westwood. Alors que Willett craignait de déclarer forfait pour le tournoi en raison de la naissance de son fils Zachariah, il décide d'y participer en raison de la naissance prématurée de quelques jours de son fils. Il est régulier tout au long des quatre jours du tournoi en ne rendant aucune carte de plus de 74 coups et ne concédant aucun double bogey. Le dernier jour, Jordan Spieth, leader, concède un quadruple bogey sur le trou no 12, permettant à Willett de prendre la tête pour ne plus la lâcher. C'est Spieth, vainqueur en 2015 du Tournoi, qui lui remet la fameuse veste verte de vainqueur. La dernière victoire d'un Anglais dans ce tournoi remonte à Nick Faldo vingt ans plus tôt en 1996.

## Tournois majeurs

### Victoires (1)
| Année | Tournoi | Après 72 trous   | Score gagnant        | Marge de victoire | Finaliste                  |
| 2016  | Masters | 3 coups d'avance | -5 (70-74-72-67=283) | 3 coups           | Jordan Spieth Lee Westwood |

### Résultats chronologiques
| Tournoi          | 2010 | 2011 | 2012 | 2013 | 2014 | 2015 | 2016 | 2017 | 2018 |
| ---------------- | ---- | ---- | ---- | ---- | ---- | ---- | ---- | ---- | ---- |
| Masters          | DNP  | DNP  | DNP  | DNP  | DNP  | T38  | 1    | CUT  | CUT  |
| US Open          | DNP  | DNP  | DNP  | DNP  | T45  | CUT  | T37  | abd. | CUT  |
| Open britannique | DNP  | CUT  | DNP  | T15  | CUT  | T6   | T57  | 76   | T24  |
| Championnat PGA  | CUT  | DNP  | DNP  | T40  | T30  | T54  | T79  | CUT  | CUT  |

| Tournoi          | 2019 | 2020  | 2021 |
| ---------------- | ---- | ----- | ---- |
| Masters          | CUT  | T25   | CUT  |
| Championnat PGA  | T41  | CUT   |      |
| US Open          | T12  | CUT   |      |
| Open britannique | T6   | n/a 1 |      |

- Victoire
- Top 10
- DNP : N'a pas joué
- T : Place partagée

1 Tournoi annulé en raison de la pandémie de Covid-19.